# Nemesia valenciae
Nemesia valenciae är en spindelart som beskrevs av Kraus 1955. Nemesia valenciae ingår i släktet Nemesia och familjen Nemesiidae. Inga underarter finns listade i Catalogue of Life.